# Andrena rodilla
Andrena rodilla is een vliesvleugelig insect uit de familie Andrenidae. De wetenschappelijke naam van de soort is voor het eerst geldig gepubliceerd in 1977 door Donovan.